# Nāḩiyat Jaramānā
Nāḩiyat Jaramānā (arabiska: ناحية جرمانا) är ett subdistrikt i Syrien.   Det ligger i provinsen Rif Dimashq, i den sydvästra delen av landet. Huvudstaden Damaskus ligger i Nāḩiyat Jaramānā.
Trakten runt Nāḩiyat Jaramānā består till största delen av jordbruksmark. Runt Nāḩiyat Jaramānā är det ganska tätbefolkat, med 75 invånare per kvadratkilometer.